# Fernando Oliú
Fernando Oliú Chiazzaro (Salto, 25 de mayo de 1925 - Montevideo, 2 de diciembre de 1983) fue un abogado y político uruguayo perteneciente al Partido Nacional.

## Carrera
Graduado como abogado en la Universidad de la República en 1950, se asoció con Jorge Giucci Urta, Elbio Jiménez Rimoldi y Julio Macedo Hontou. También actuó profesionalmente en el BROU.
Militante en el Partido Nacional, sector Herrerismo. Durante el segundo colegiado blanco fue subsecretario del ministro de Instrucción Pública Juan Pivel Devoto.
En 1971 fue uno de los primeros en plegarse al novel movimiento Por la Patria, convirtiéndose en un destacado dirigente. Durante la época de la dictadura, junto con Gonzalo Aguirre se desempeñaron como secretarios del triunvirato clandestino conformado por Carlos Julio Pereyra, Dardo Ortiz y Mario Heber; y con motivo del exilio del líder Wilson Ferreira Aldunate constituyó un nexo de contacto fundamental.
Con motivo de las elecciones internas de 1982, Oliú ideó la consigna "Adelante Con Fe" para la sigla ACF que distinguía a la lista; y resultó un éxito de propaganda, que superó las restricciones del régimen militar: la lista ACF cosechó la amplia mayoría de los votos nacionalistas, e incluso votos de izquierda.
Fue uno de los ideólogos de la Secretaría de Asuntos Sociales del Partido Nacional.
Un año después, conjuntamente con Gonzalo Aguirre Ramírez y Juan Martín Posadas, participaron en las conversaciones del Parque Hotel con los militares.
Participa en el Acto del Obelisco, falleciendo poco después.
Casado con Lina Carbonell, tuvo seis hijos: Lina, Rosario, Pilar, Luis Ignacio, Alfredo Oliú y José María.